# ブロック・バーク
ブロック・クリストファー・バーク（Brock Christopher Burke, 1996年8月4日 - ）は、アメリカ合衆国イリノイ州シカゴ出身のプロ野球選手（投手）。左投左打。MLBのロサンゼルス・エンゼルス所属。

## 経歴

### プロ入りとレイズ傘下時代

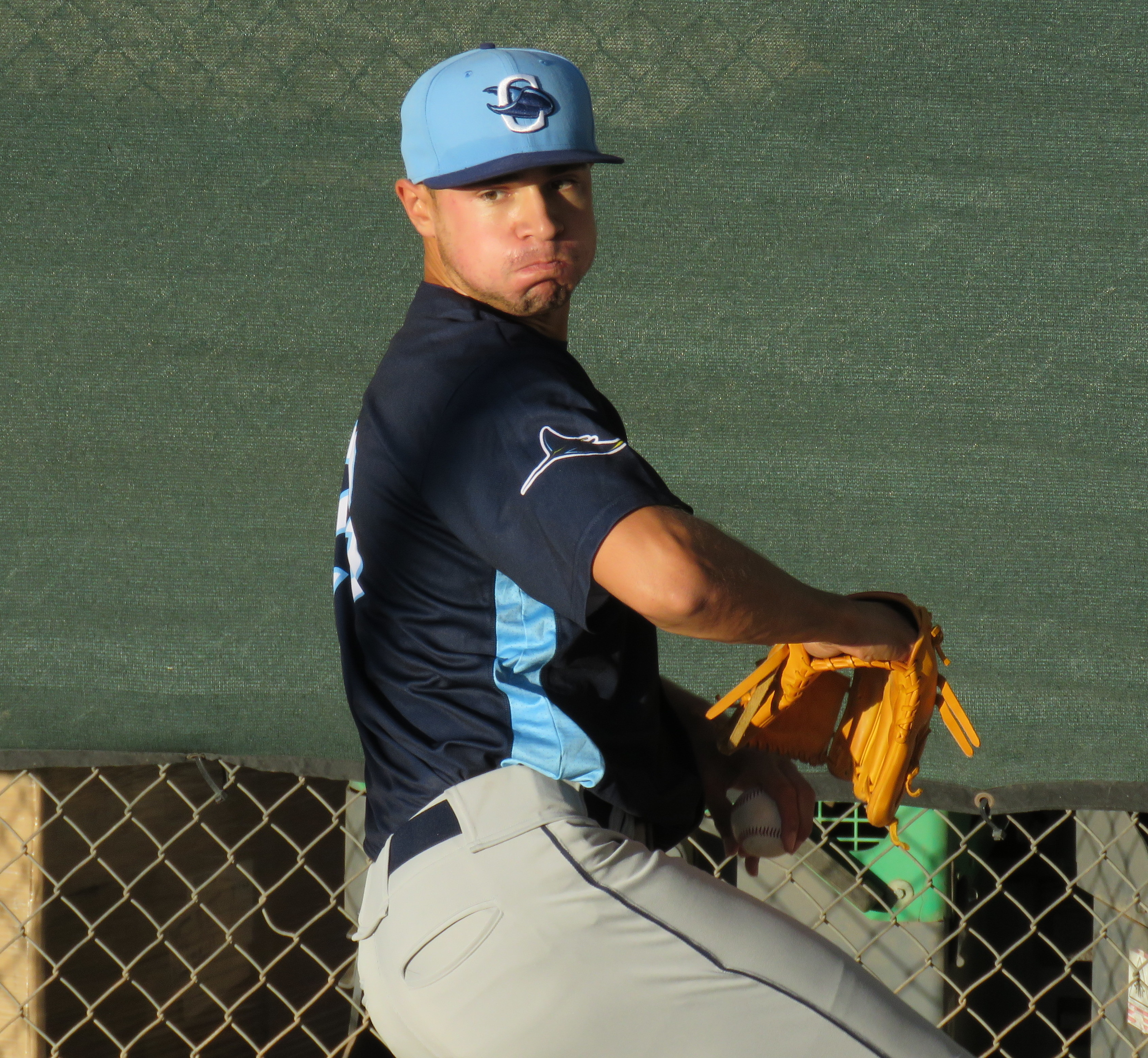
A+級シャーロット・ストーンクラブズ時代
（2018年4月5日）

2014年のMLBドラフト3巡目（全体96位）でタンパベイ・レイズから指名され、契約金約90万ドルで契約してプロ入り。なお、指名がなかった場合はオレゴン大学へ進学する予定であった。傘下のルーキー級ガルフ・コースト・リーグ・レイズでプロデビューし、8試合（先発5試合）に登板して0勝3敗、防御率10.80、12奪三振を記録した。
2015年はアパラチアンリーグのルーキー級プリンストン・レイズでプレーし、11試合に先発登板して4勝2敗、防御率3.42、35奪三振を記録した。
2016年はA-級ハドソンバレー・レネゲーズでプレーし、13試合に先発登板して3勝3敗、防御率3.39、61奪三振を記録した。
2017年はA級ボーリンググリーン・ホットロッズで開幕を迎え、シーズン途中にA+級シャーロット・ストーンクラブズに昇格。2チーム合計で23試合に先発登板して11勝6敗、防御率2.99、108奪三振を記録した。
2018年はA+級シャーロットで開幕を迎え、シーズン途中にAA級モンゴメリー・ビスケッツに昇格。2球団合計で25試合に登板（先発22試合）して9勝6敗、防御率3.08、158奪三振を記録した。オフに40人枠に登録された。

### レンジャーズ時代

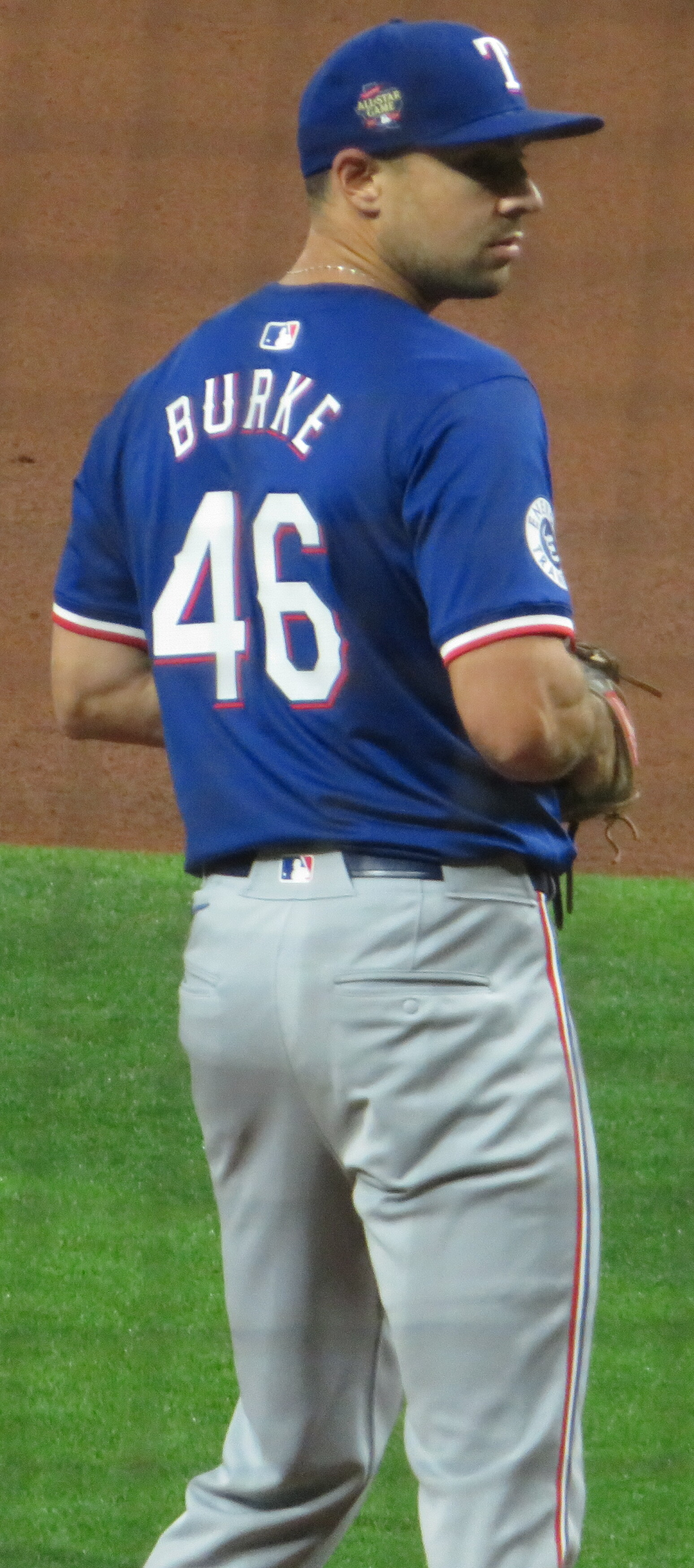
テキサス・レンジャーズ時代
（2024年4月1日）

2018年12月21日にレイズ、テキサス・レンジャーズ、オークランド・アスレチックスによる三角トレードが行われ、レンジャーズはバークとイーライ・ホワイト、カイル・バード、ヨエル・エスピナル、インターナショナル・ボーナス・プール（海外選手契約金枠）を獲得、レイズはエミリオ・パガン、ロリー・レイシー、2019年のドラフト指名権を獲得、アスレチックスはジュリクソン・プロファーを獲得した。
2019年は傘下のAA級フリスコ・ラフライダーズで開幕を迎えたが、肩の倦怠感と水疱に苦しみ、4月23日に故障者リスト入り。その後ルーキー級アリゾナリーグ・レンジャーズ、A級ヒッコリー・クロウダッズを経て6月26日にAA級フリスコに復帰し、8月6日にAAA級ナッシュビル・サウンズに昇格。さらに20日にメジャーに昇格し、同日のロサンゼルス・エンゼルス戦でメジャーデビューを果たした。この年はメジャーで6試合に先発登板して0勝2敗、防御率7.43、14奪三振を記録した。
2020年は肩を痛めて6月28日に故障者リスト入りし、メジャーで登板することはなかった。
2021年はAAA級ラウンドロック・エクスプレスでプレーし、21試合（先発20試合）に登板して1勝5敗、防御率5.68、97奪三振を記録した。
2022年はメジャーの開幕ロースター入りし、4月10日のトロント・ブルージェイズ戦にて3年ぶりにメジャー登板を果たした。このシーズンは52試合に登板した。
2023年は53試合に登板した。ポストシーズンではワールドシリーズの第4戦よりマックス・シャーザーに代わりロースター入りした。
2024年は13試合に登板するも、防御率9.22と不振に陥り、8月11日にDFAとなった。

### エンゼルス時代
2024年8月13日にウェーバー公示を経てロサンゼルス・エンゼルスへ移籍した。

## 選手としての特徴
最速95.3mph（約153.4km/h）の速球にカーブやチェンジアップなどを組み合わせる。カーブはメジャー1年目しか投げておらず、2年目からはスライダーを投げている。

## 人物
睡眠時遊行症（夢遊病）に苦しんでおり、マイナー時代には夜中に突然目を覚まして様々な行動をしている姿をチームメイトが何度も目撃している。

## 詳細情報

### 年度別投手成績
| 年 度    | 球 団    | 登 板 | 先 発 | 完 投 | 完 封 | 無 四 球 | 勝 利 | 敗 戦 | セ 丨 ブ | ホ 丨 ル ド | 勝 率 | 打 者 | 投 球 回 | 被 安 打 | 被 本 塁 打 | 与 四 球 | 敬 遠 | 与 死 球 | 奪 三 振 | 暴 投 | ボ 丨 ク | 失 点 | 自 責 点 | 防 御 率 | W H I P |
| -------- | -------- | ----- | ----- | ----- | ----- | -------- | ----- | ----- | -------- | ----------- | ----- | ----- | -------- | -------- | ----------- | -------- | ----- | -------- | -------- | ----- | -------- | ----- | -------- | -------- | ------- |
| 2019     | TEX      | 6     | 6     | 0     | 0     | 0        | 0     | 2     | 0        | 0           | .000  | 120   | 26.2     | 30       | 6           | 11       | 0     | 2        | 14       | 0     | 0        | 22    | 22       | 7.43     | 1.54    |
| 2022     | TEX      | 52    | 0     | 0     | 0     | 0        | 7     | 5     | 0        | 9           | .583  | 328   | 82.1     | 63       | 9           | 24       | 1     | 2        | 90       | 2     | 1        | 25    | 18       | 1.97     | 1.06    |
| 2023     | TEX      | 53    | 0     | 0     | 0     | 0        | 5     | 3     | 0        | 12          | .625  | 250   | 59.2     | 64       | 13          | 9        | 4     | 2        | 52       | 2     | 0        | 32    | 29       | 4.37     | 1.22    |
| 2024     | TEX      | 13    | 0     | 0     | 0     | 0        | 0     | 0     | 0        | 0           | ----  | 72    | 13.2     | 21       | 3           | 9        | 0     | 2        | 16       | 0     | 0        | 14    | 14       | 9.22     | 2.20    |
| 2024     | LAA      | 21    | 1     | 0     | 0     | 0        | 2     | 1     | 0        | 1           | .667  | 82    | 20.1     | 16       | 1           | 7        | 2     | 0        | 25       | 0     | 0        | 8     | 8        | 3.54     | 1.13    |
| '24計    | LAA      | 34    | 1     | 0     | 0     | 0        | 2     | 1     | 0        | 1           | .667  | 154   | 34.0     | 37       | 4           | 16       | 2     | 2        | 41       | 0     | 0        | 22    | 22       | 5.82     | 1.56    |
| MLB：4年 | MLB：4年 | 145   | 7     | 0     | 0     | 0        | 14    | 11    | 0        | 22          | .560  | 852   | 202.2    | 194      | 32          | 60       | 7     | 8        | 197      | 4     | 1        | 101   | 91       | 4.04     | 1.25    |

- 2024年度シーズン終了時

### 年度別守備成績
| 年 度 | 球 団 | 投手（P） | 投手（P） | 投手（P） | 投手（P） | 投手（P） | 投手（P） |
| 年 度 | 球 団 | 試 合     | 刺 殺     | 補 殺     | 失 策     | 併 殺     | 守 備 率  |
| ----- | ----- | --------- | --------- | --------- | --------- | --------- | --------- |
| 2019  | TEX   | 6         | 0         | 5         | 0         | 0         | 1.000     |
| 2022  | TEX   | 52        | 2         | 8         | 0         | 2         | 1.000     |
| 2023  | TEX   | 53        | 3         | 3         | 0         | 1         | 1.000     |
| 2024  | TEX   | 13        | 1         | 3         | 0         | 0         | 1.000     |
| 2024  | LAA   | 21        | 2         | 1         | 0         | 0         | 1.000     |
| '24計 | LAA   | 34        | 3         | 4         | 0         | 0         | 1.000     |
| MLB   | MLB   | 145       | 8         | 20        | 0         | 3         | 1.000     |

- 2024年度シーズン終了時

### 背番号
- 70（2019年）
- 46（2022年 - ）